# El Tecolote, Tingüindín
El Tecolote är en ort i Mexiko.   Den ligger i kommunen Tingüindín och delstaten Michoacán de Ocampo, i den centrala delen av landet, 400 km väster om huvudstaden Mexico City. El Tecolote ligger 1 796 meter över havet och antalet invånare är 207.
Terrängen runt El Tecolote är lite kuperad. Runt El Tecolote är det ganska tätbefolkat, med 56 invånare per kvadratkilometer. Närmaste större samhälle är Cotija de la Paz, 15,5 km väster om El Tecolote. I omgivningarna runt El Tecolote växer huvudsakligen savannskog.